# Villalpardo
Villalpardo és un municipi de la província de Conca. Té una població, segons el cens de 2005, de 1191 habitants. Limita amb els municipios d'Iniesta, Graja de Iniesta, Minglanilla i Villarta.

## Població
| 2001  | 2002  | 2003  | 2004  | 2005  | 2006  | 2007  |
| ----- | ----- | ----- | ----- | ----- | ----- | ----- |
| 1.103 | 1.125 | 1.124 | 1.141 | 1.191 | 1.221 | 1.196 |